# بالهام
بالهام هي بلدية فرنسية تقع في إقليم الأردين في منطقة غراند إيست.

## معرض صور

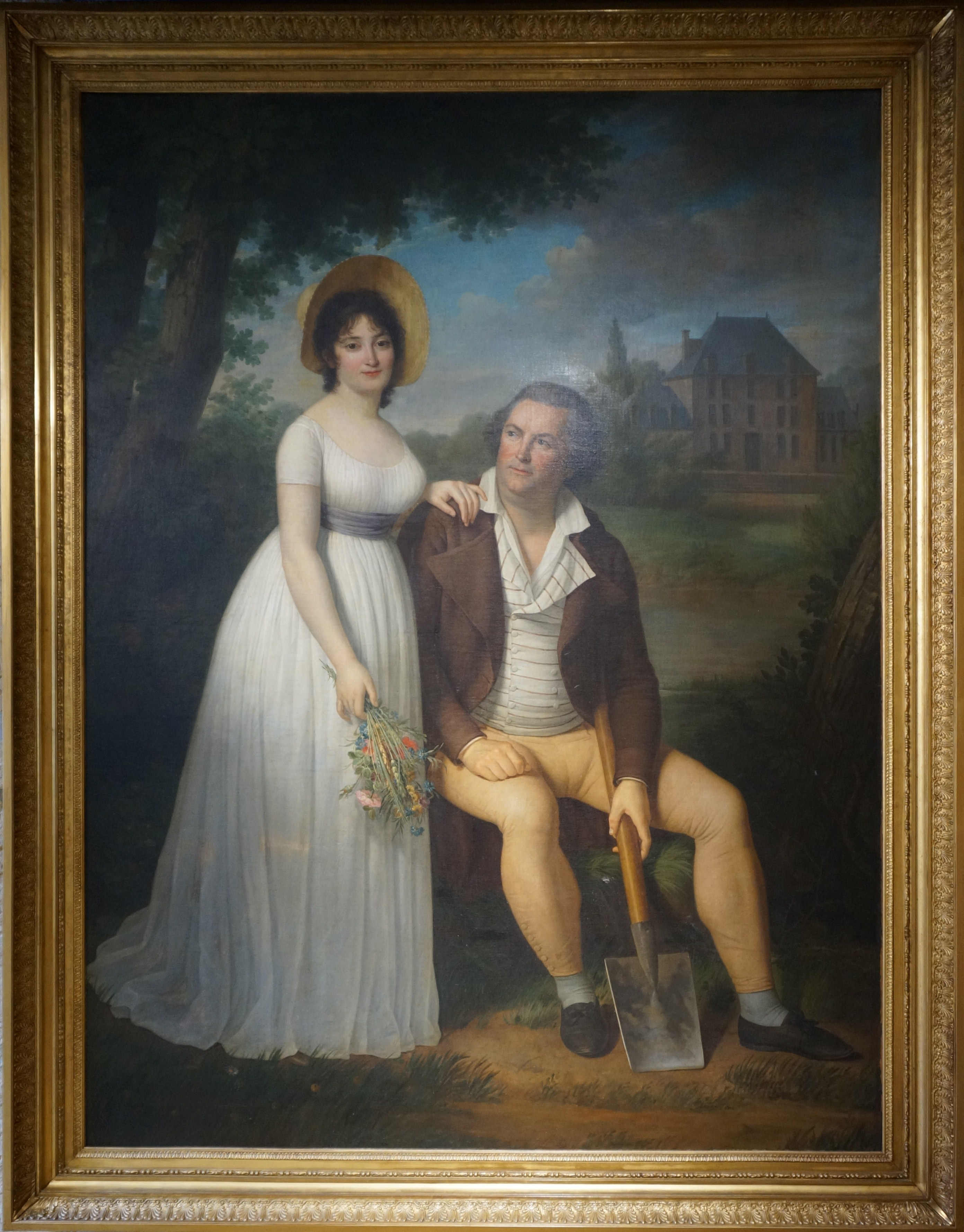
دوبوا كرانسيه وزوجته ، بستاني قلعة بالهام (في الخلفية).
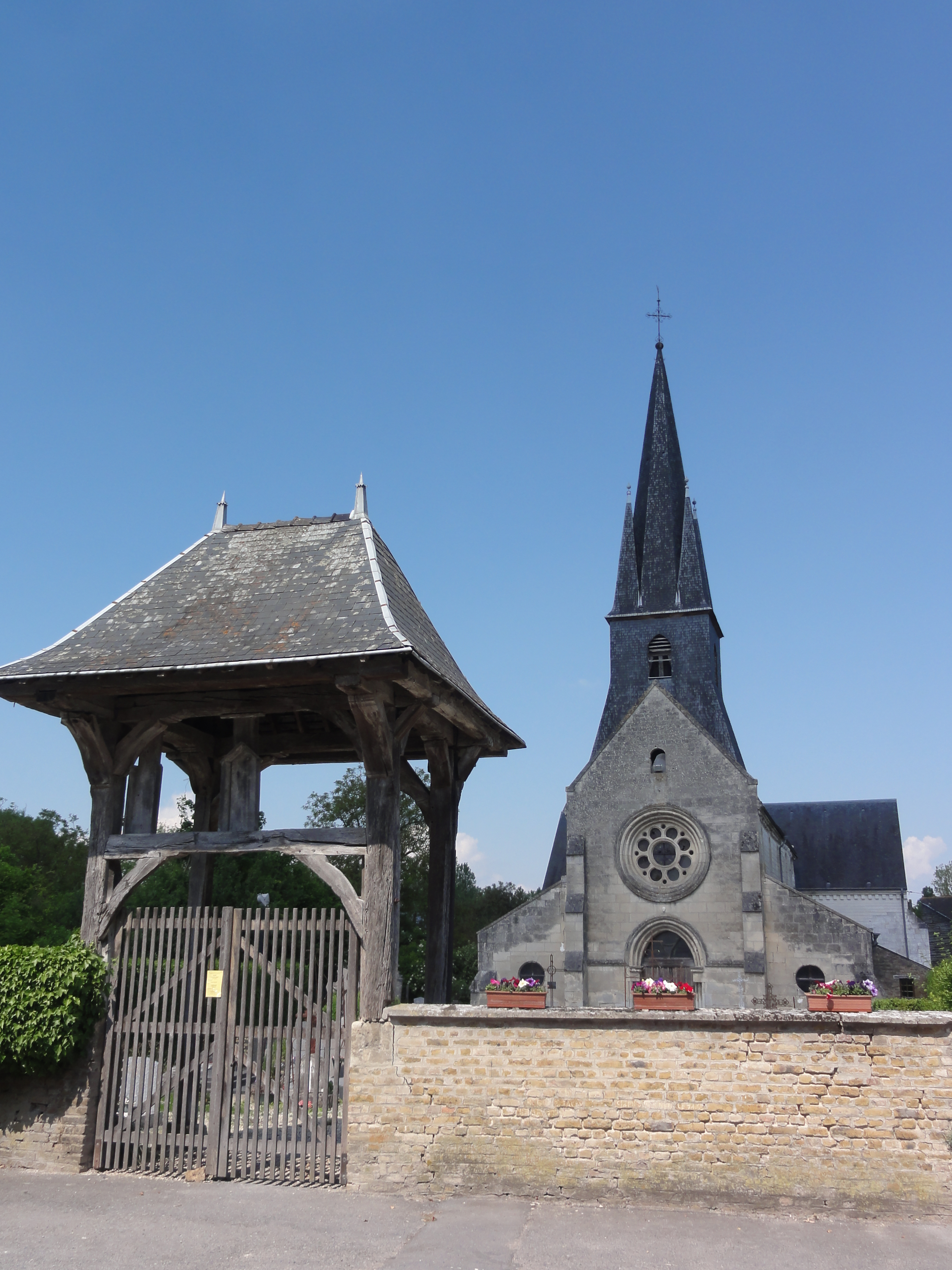
الكنيسة وبوابة المقبرة.
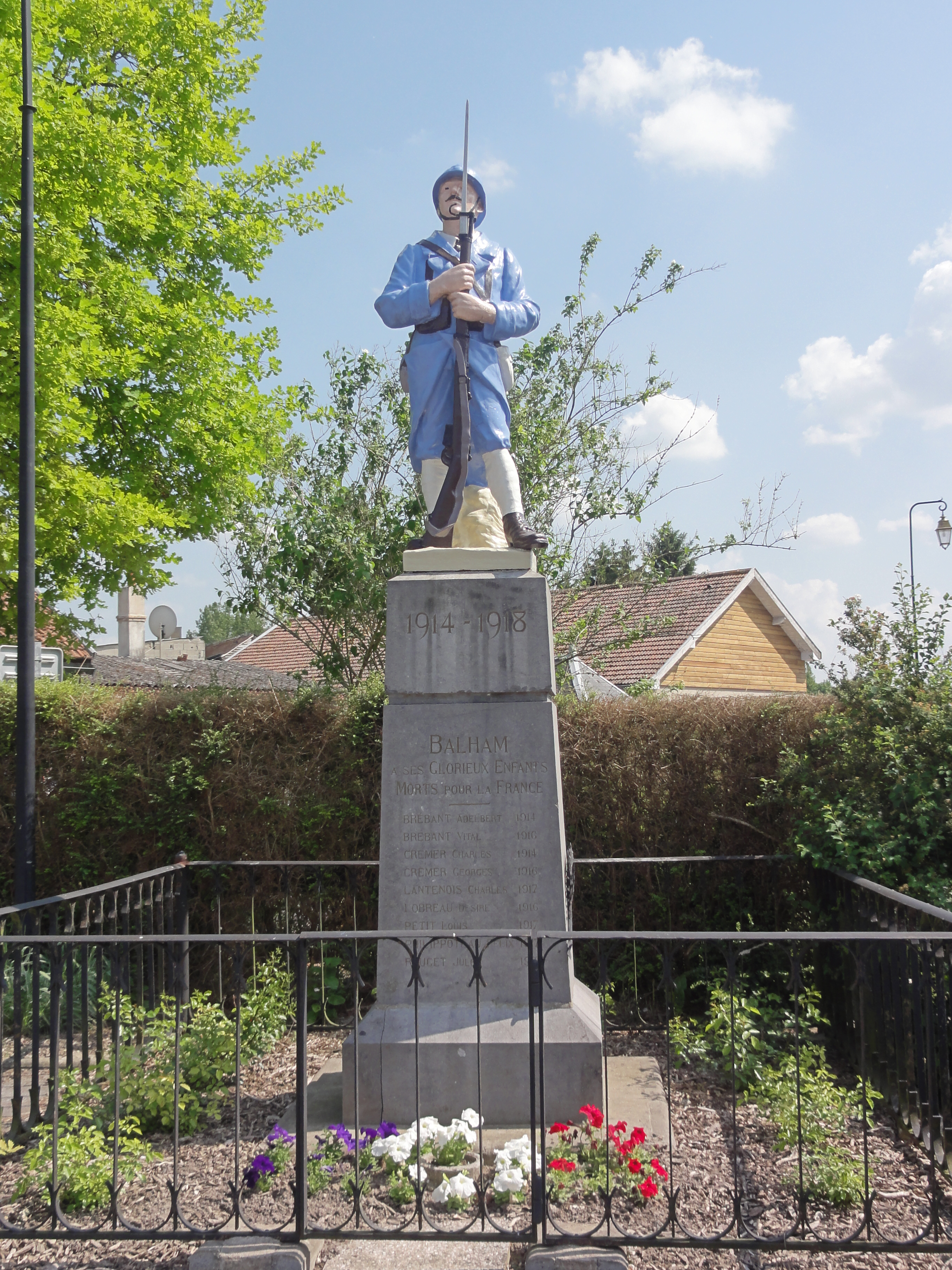
معلم أثري للموتى.
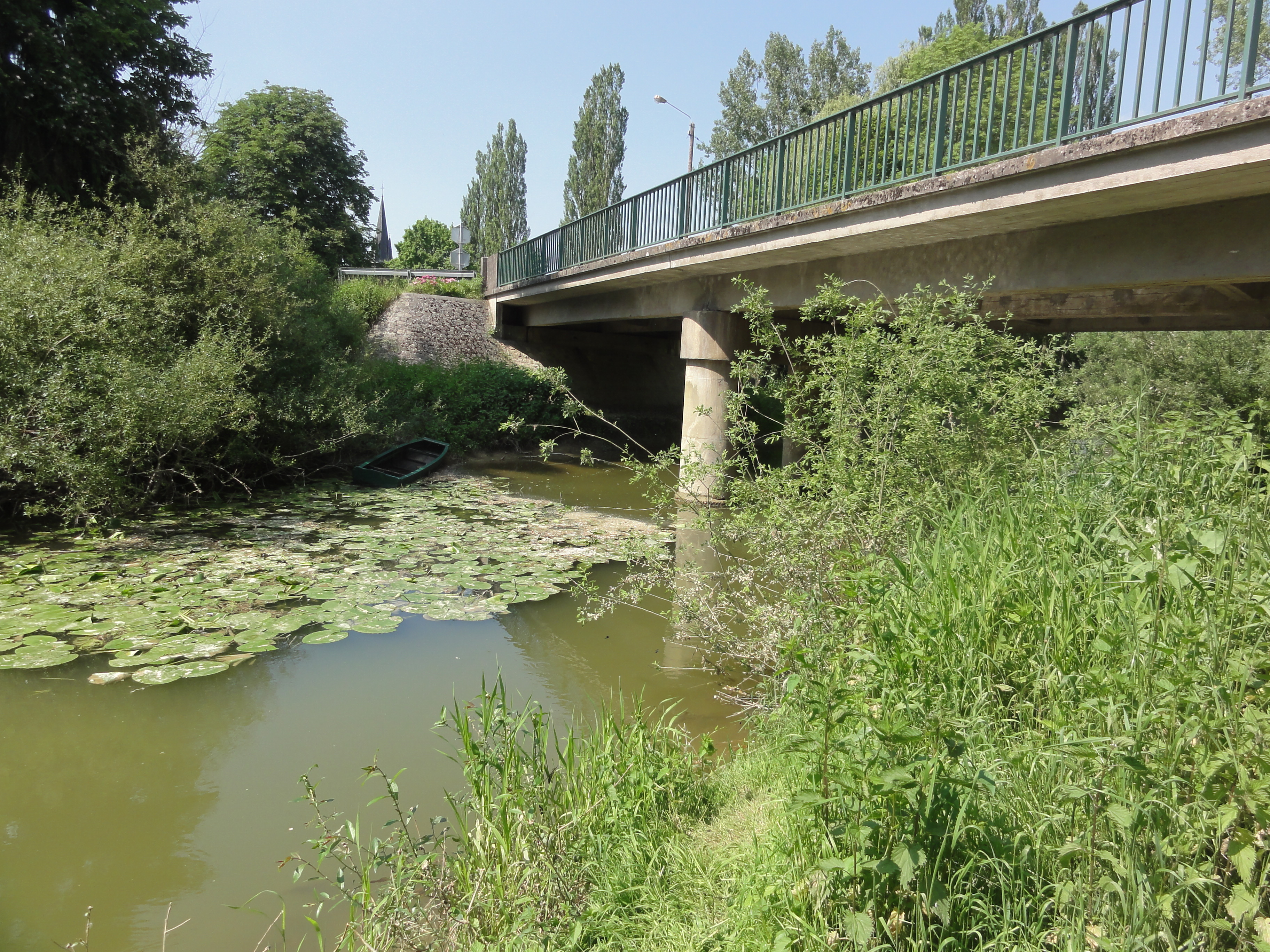
جسر فوق قناة أيسن.